# Кульневы
Ку́льневы (Кулневы) — древний русский дворянский род.
Род Кульневых разделился на пять ветвей, связь между которыми не отыскана:
1. Потомство Михаила Кульнева, жившего в конце XV века (Герб. Часть VIII. № 123).
2. Потомство Назара Кульнева, жившего в конце XVI века.
3. Потомство Елизара Кульнева, жившего во 2-й половине XVII века.
4. Потомство Сафрона Кульнева, жившего в конце XVII века.
5. Потомство Максима Кульнева, жившего в 1-й половине XVIII столетия[1].

Род внесён Герольдией в VI и II части родословных книг Смоленской, Новгородской, Витебской, Псковской и Оренбургской губерний Российской империи.
Однородцами являются дворяне Мартыновы, Неглиновы и Сарафановы.

## Происхождение и история рода
Предок Кульневых и Мартыновых, считается Савва Мартынов, который выехал (1460) из Польши к великому князю Василию II Васильевичу Тёмному и вёрстан поместьями по Ржеву-Владимирову.
Сын боярский Иван Кульнев погиб под Казанью (1556), его имя записано в синодик Архангельского кремлёвского собора на вечное поминовение.  Нечай Иванович дьяк, оставался на Москве при князе Юрии Васильевиче (брат Ивана Грозного), во время царского похода (1559),воевода в Белёве (1563), его брат Григорий —  переписчик поместных земель (1561), воевода в Одоеве (1563), Ржеве, наместник в Карачеве (1572), 2-й воевода в Астрахани (1575), казнён Иваном Грозным по заговору в земщине (1568), вместе с братом Андреем. Его сын Михаил поручитель по боярам (1563-1565), был в плену в Польше (1583), наместник в Карачеве (1584-1585), 2-й воевода в Мценске (1587), 3-й воевода в Ливнах (1588), 2-й воевода в Чернигове (1590-1591), 2-й воевода в Болхове (1593), наместник в Болхове (1594). В битве при Молодях погиб Иван Иванович (июль 1572), под Кесию погиб сын боярский Иван Нечаевич (июль 1578).
Фёдор Никитич дворянин при датском королевиче (1602).

## Описание герба
Щит разделен на четыре части, из них в первой части, в золотом поле, изображено сердце с пламенем, пронзенное стрелой (изм. польский герб Аксак). Во второй части, в голубом поле, золотой лев с мечом, обращенный в правую сторону. B третьей части, в красном поле, находится воин, облеченный в латы, с поднятым вверх мечом, скачущий на белом коне в левую сторону. В четвёртой части, в серебряном поле, красная крепость.
На щите дворянский коронованный шлем. Нашлемник: стоящая птица держит во рту венок, а в лапе — золотую корону. Намёт на щите красный, подложенный золотом. Щитодержатели: два льва. Герб рода Кульневых внесен в Часть 8 Общего гербовника дворянских родов Всероссийской империи, стр. 123.

## Известные представители
- Кульнев Степан Андреевич - погиб в Чигиринском походе (1678).
- Кульнев Пётр Васильевич - ротмистр, участник Прусской войны (1758-1761), усмирял бунт в Польше (1769), ранен в левое плечо (1769).
- Кульнев Иван Петрович - шеф Белозёрского пехотного полка, герой войны  (1812-1814).
- Кульнев Яков Петрович - шеф Гродненского гусарского полка, герой войны (1812-1814)[1].
- Кульнев, Илья Ильич (09.01.1885 г. София — 07.05.1915 г. погиб в авиакатастрофе над Ревельским заливом) — морской лётчик, лётчик-испытатель, старший лейтенант Русской армии, участник Русско-японской и Первой мировой войны, основоположник отечественного высшего пилотажа. Первым в истории авиации осуществил полёт на гидросамолёте в перевёрнутом положении.